# Elección de la Cámara de Consejeros de Japón de 2016
La 24ª elección de los miembros de la Cámara de Consejeros (第24回参議院議員通常選挙 Dainijūyonkai Sangiingiin Tsūjōsenkyo?) para la Cámara Alta del parlamento japonés se realizaron el 10 de julio de 2016. Se eligieron 121 de los 242 miembros de la Cámara Alta, que tienen una duración de seis años. Esta elección fue la primera elección nacional desde la reforma en junio de 2015 de la Ley de Elecciones de Cargos Públicos, que permite a los menores de edad de 18 años o más votar en las elecciones nacionales, prefecturales y municipales, así como en los referendos (siendo antes la edad mínima 20 años, la mayoría de edad en Japón).
Los resultados de la elección dieron a la coalición PLD / Komeito doce asientos más para un total de 146 (60,3% del total de asientos en la Cámara), siendo esta la proporción de escaños más grande que ha logrado la coalición desde que el tamaño de la Cámara se fijó en 242 asientos.

## Composición preelectoral
(al 30 de marzo de 2016)
| ↓                                        |                            |    |   |                             |    |                                     |
| 44                                       | 46                         | 16 | 9 | 50                          | 11 | 66                                  |
| Escaños de oposición que no se renovarán | Escaños del PD por renovar | O  | K | Escaños del PLD por renovar | K  | Escaños del PLD que no se renovarán |

## Candidatos
| Partido                                               | Partido                                               | Partido                                               | Número de candidatos | Número de candidatos | Número de candidatos | Candidatos a reelección | Composición actual | Electos |
| Partido                                               | Partido                                               | Partido                                               | Total                | Distrito electoral   | Proporcional         | Candidatos a reelección | Composición actual | Electos |
| ----------------------------------------------------- | ----------------------------------------------------- | ----------------------------------------------------- | -------------------- | -------------------- | -------------------- | ----------------------- | ------------------ | ------- |
| Partido Liberal Democrático                           | Partido Liberal Democrático                           | Partido Liberal Democrático                           | 73                   | 48                   | 25                   | 50                      | 115                | 56      |
| Partido Democrático                                   | Partido Democrático                                   | Partido Democrático                                   | 55                   | 33                   | 22                   | 45                      | 62                 | 32      |
| Komeito                                               | Komeito                                               | Komeito                                               | 24                   | 7                    | 17                   | 9                       | 20                 | 14      |
| Partido Comunista de Japón                            | Partido Comunista de Japón                            | Partido Comunista de Japón                            | 56                   | 14                   | 42                   | 3                       | 11                 | 6       |
| Iniciativas desde Osaka                               | Iniciativas desde Osaka                               | Iniciativas desde Osaka                               | 28                   | 10                   | 18                   | 2                       | 7                  | 7       |
| Nihon no Kokoro o Taisetsu ni Suru Tō                 | Nihon no Kokoro o Taisetsu ni Suru Tō                 | Nihon no Kokoro o Taisetsu ni Suru Tō                 | 15                   | 10                   | 5                    | 0                       | 3                  | 0       |
| Partido Socialdemócrata                               | Partido Socialdemócrata                               | Partido Socialdemócrata                               | 11                   | 4                    | 7                    | 2                       | 3                  | 1       |
| Partido de la Vida del Pueblo, Tarō Yamamoto y Amigos | Partido de la Vida del Pueblo, Tarō Yamamoto y Amigos | Partido de la Vida del Pueblo, Tarō Yamamoto y Amigos | 5                    | 0                    | 5                    | 2                       | 3                  | 1       |
| Asamblea para Energizar a Japón                       | Asamblea para Energizar a Japón                       | Asamblea para Energizar a Japón                       | 0                    | 0                    | 0                    | 1                       | 3                  | 0       |
| Shinto Kaikaku                                        | Shinto Kaikaku                                        | Shinto Kaikaku                                        | 10                   | 1                    | 9                    | 2                       | 2                  | 0       |
| Partido de la Realización de la Felicidad             | Partido de la Realización de la Felicidad             | Partido de la Realización de la Felicidad             | 47                   | 45                   | 2                    | 0                       | 0                  | 0       |
| Kokumin Ikari no Koe                                  | Kokumin Ikari no Koe                                  | Kokumin Ikari no Koe                                  | 11                   | 1                    | 10                   | 0                       | 0                  | 0       |
| Shiji Seitō Nashi                                     | Shiji Seitō Nashi                                     | Shiji Seitō Nashi                                     | 10                   | 8                    | 2                    | 0                       | 0                  | 0       |
| Genzei Nippon                                         | Genzei Nippon                                         | Genzei Nippon                                         | 1                    | 1                    | 0                    | 0                       | 0                  | 0       |
| Partido de la Comunidad Económica Mundial             | Partido de la Comunidad Económica Mundial             | Partido de la Comunidad Económica Mundial             | 1                    | 1                    | 0                    | 0                       | 0                  | 0       |
| Ishin Seito Shimpu                                    | Ishin Seito Shimpu                                    | Ishin Seito Shimpu                                    | 1                    | 1                    | 0                    | 0                       | 0                  | 0       |
| Challenged Nippon                                     | Challenged Nippon                                     | Challenged Nippon                                     | 1                    | 1                    | 0                    | 0                       | 0                  | 0       |
| Chikyū Heiwa Tō                                       | Chikyū Heiwa Tō                                       | Chikyū Heiwa Tō                                       | 1                    | 1                    | 0                    | 0                       | 0                  | 0       |
| Inumaru Katsuko y Partido Republicano                 | Inumaru Katsuko y Partido Republicano                 | Inumaru Katsuko y Partido Republicano                 | 1                    | 1                    | 0                    | 0                       | 0                  | 0       |
| Partido de la Masa Social de Okinawa                  | Partido de la Masa Social de Okinawa                  | Partido de la Masa Social de Okinawa                  | 0                    | 0                    | 0                    | 0                       | 1                  | 0       |
| Independiente                                         | Independiente                                         | Independiente                                         | 38                   | 38                   | -                    | 4                       | 11                 | 4       |
| Vacante                                               | Vacante                                               | Vacante                                               | 0                    | 0                    | 0                    | 1                       | 1                  | 0       |
| Total                                                 | Total                                                 | Total                                                 | 389                  | 225                  | 164                  | 121                     | 242                | 121     |